# Гриневич, Сергей Иванович
Серге́й Ива́нович Грине́вич (16 июля 1864 — 11 марта 1937, София) — русский общественный деятель и политик, член IV Государственной думы от Полтавской губернии.

## Биография
Православный. Из потомственных дворян Полтавской губернии. Землевладелец Константиноградского и Полтавского уездов (2229 десятин).
Окончил Полтавское реальное училище и Рижское политехническое училище со степенью агронома (1889). С 1 сентября 1882 года был членом русской студенческой корпорации Fraternitas Arctica. 
По окончании политехникума посвятил себя ведению хозяйства в своих имениях и общественной деятельности. Избирался гласным Полтавского уездного и губернского земских собраний, почетным мировым судьей Константиноградского округа (1890—1916) и председателем Константиноградской уездной земской управы (1895—1898). Состоял почетным смотрителем Константиноградского уездного училища (1889—1895).
Во время русско-японской войны губернским земством был избран уполномоченным общеземской организации на Дальнем Востоке и пробыл там десять месяцев. По возвращении, был избран членом Полтавской губернской земской управы (1906—1910), а затем — Полтавским уездным предводителем дворянства (1909—1917). Дослужился до чина статского советника (1915).
В 1912 году был избран членом Государственной думы от Полтавской губернии. Входил во фракцию русских националистов и умеренно-правых (ФНУП). Состоял членом комиссий: по военным и морским делам, по запросам, бюджетной и о народном здравии. Был членом Прогрессивного блока.
В годы Первой мировой войны состоял уполномоченным председателя Особого совещания для обсуждения и объединения мероприятий по продовольственному делу в Полтавской губернии, а с 1915 года — и уполномоченным по заготовке хлеба для армии. В дни Февральской революции взял отпуск и выехал в Полтаву. В конце марта отказался от должностей уполномоченного по продовольственному делу и по заготовке хлеба для армии.
После Октябрьской революции эмигрировал в Болгарию. Скончался в 1937 году в Софии. Был женат, имел двоих детей.

## Награды
- Орден Святого Станислава 2-й ст. (1909)
- Орден Святого Владимира 4-й ст. (1914)

- серебряная медаль «В память царствования императора Александра III»
- бронзовая медаль «В память 200-летия Полтавской битвы» (1909)